# Odozana
Odozana is een geslacht van vlinders van de familie spinneruilen (Erebidae), uit de onderfamilie Arctiinae.

## Soorten
- O. cocciniceps Jones, 1908
- O. decepta Schaus, 1911
- O. domina Schaus, 1896
- O. floccosa Walker, 1864
- O. incarnata Jörgensen, 1935
- O. inconspicua Schaus, 1911
- O. margina Schaus, 1896
- O. methaemata Hampson, 1900
- O. nigrata Reich, 1933
- O. obscura Schaus, 1896
- O. patagiata Dognin, 1909
- O. roseiceps Rothschild, 1913
- O. sixola Schaus, 1911
- O. unica Schaus, 1905